# Ølsted Kirke (Halsnæs Kommune)
 For alternative betydninger, se Ølsted Kirke. (Se også artikler, som begynder med Ølsted Kirke)
Ølsted Kirke er en lille kirke i landsbyen Ølsted syd for Frederiksværk i Halsnæs Kommune.

## Galleri
- altertavle
- krucifiks
- døbefont

## Eksterne kilder og henvisninger
- Ølsted Kirke hos KortTilKirken.dk
- Ølsted Kirke hos danmarkskirker.natmus.dk (Danmarks Kirker, Nationalmuseet)